# 林傑閔
林傑閔（1988年11月13日—）為南非裔臺灣男子籃球運動員，場上位置為後衛。

## 生平
林傑閔的父親是臺灣人，母親是南非人，外婆為開普敦英國白人移民，外公擁有一半印度血統，父親跑船到南非開普敦時結識母親，林傑閔在南非出生，六歲時來到臺灣，國小六年級開始接觸籃球，就讀建德國中二年級時開始跟隨裕隆男籃練球，高中進入能仁家商。2008年7月，林傑閔雖然未報名超級籃球聯賽新人選秀會，但是裕隆男籃使用「優先指名權」遴選林傑閔入隊。林傑閔從2008年開始替裕隆男籃征戰超級籃球聯賽（SBL）至2016年，2017年披上鈦鼎科技球衣參加觀護盃。

## 外部連結
- 林傑閔在Eurobasket.com（球員）（英语）